# 金箕东
金箕东（1938年6月25日—），生於韩国忠清南道瑞山市，笔名月山、视无言，诗人、散文家、牧师。

## 颁奖
- 2011年6月：第一届月山随笔文学奖

## 作品
- 属灵作品：《人子来的目的》、《庇哩亚原讲》、《牧师学》、《认识上帝》、《上帝的意图》、《上帝完全的计划》、《认识耶稣》、《认识圣灵》、《认识耶稣，制服魔鬼》、《四福音书原语理解》、《讲道实践原理》等250多部。
- 诗歌集：《在心里画的美花》、《如同一阵大风的人生旅程》、《星海波涛我星闪闪》、《我，留下书而走》、《心路》和《蒲公英之歌》共6卷
- 散文集：《有故事的山》、《有故事的故乡》、《在月山开的金达莱》
- 随想录：《在我一生中》外10卷
- 专栏：《我，视而无言》外6卷

## 国际诗歌节
- 哥伦比亚国际诗歌节（2008年）
- 哥斯达黎加国际诗歌节（2009年）
- 古巴国际诗歌节（2009年）
- 西班牙国际诗歌节（2009年）
- 意大利国际诗歌节（2009年）
- 法国国际诗歌节（2009年）